# Pasaporte dominicano
Los pasaportes de la República Dominicana son emitidos a ciudadanos dominicanos por la Dirección General de Pasaportes de la República Dominicana para viajar al exterior.
El Pasaporte de la República Dominicana prueba la nacionalidad del portador y, consecuentemente, su derecho de ayuda del personal consular dominicano en el extranjero y su derecho a retornar a la República Dominicana, si es necesario.

## Requisitos del pasaporte
- Acta de Nacimiento original, legalizada o con código QR.
- Cédula de Identidad y Electoral original (documento vigente).
- Fotografía digital, a tomar en la oficina de pasaportes (modalidad presencial), adjuntar de forma digital (modalidad Web).
- Recibo de Pago de Impuestos del Banco de Reservas (modalidad presencial) o pago en línea con tarjeta de crédito o débito (modalidad web).

En caso de que el solicitante sea menor de edad, se debe de cumplir con los requisitos a continuación:
- Acta de Nacimiento original, legalizada o con código QR reciente.
- Cédula de Identidad y Electoral original (documento vigente) del padre o tutor que realiza la solicitud.
- Fotografía digital, a tomar en la oficina de pasaportes (modalidad presencial), adjuntar de forma digital (modalidad Web).
- Recibo de Pago de Impuestos del Banco de Reservas (modalidad presencial) o pago en línea con tarjeta de crédito o débito (modalidad web).
- Carta de Autorización de padre o tutor del menor (creada en la oficina de Pasaportes).
- Poder Consular (si los padres residen en el exterior), legalizado por el Ministerio de Relaciones Exteriores (Cancillería) y apostillado en el país que se emite el poder.
- Sentencia original de guarda/adopción debidamente registrada, en los casos en que la custodia del menor se encuentre en manos de un tercero.

## Tipos de Pasaporte
Existen tres clases de pasaportes en la República Dominicana, que son: regulares, diplomáticos, oficiales.
La Dirección General de Pasaportes de la República Dominicana es la encargada de expedir los pasaportes regulares u ordinarios para todos los ciudadanos, mientras que el Ministerio de Relaciones Exteriores del país se encarga de la expedición de los pasaportes diplomáticos y oficiales previo los requerimientos al efecto.
El pasaporte ordinario Dominicano es de lectura mecánica a pesar de las promesas de diferentes gobiernos de implementar el pasaporte electrónico a fecha de 19 de abril de 2021 no se cumple, por esa razón la República Dominicana a pesar de tener una economía de alto crecimiento en comparación con otros países de la región su pasaporte es uno de los más débiles del mundo y uno de los peores ( con Cuba y Haití ) de América.
- Regular (azul marino).
- Diplomático (rojo).
- Oficial (verde).

## Polémica
En mayo de 2001, Kim Jong-nam, hijo mayor fallecido del dictador norcoreano Kim Jong-il, fue detenido en el aeropuerto internacional de Narita, en Tokio, Japón, viajando con un pasaporte falso de la República Dominicana. Fue detenido por funcionarios de inmigración y posteriormente deportado a la República Popular China. El incidente hizo que Kim Jong-il cancelara una visita prevista a China debido a la vergüenza causada por el incidente.

## Países Exentos de Requerimiento de Visa para Dominicanos

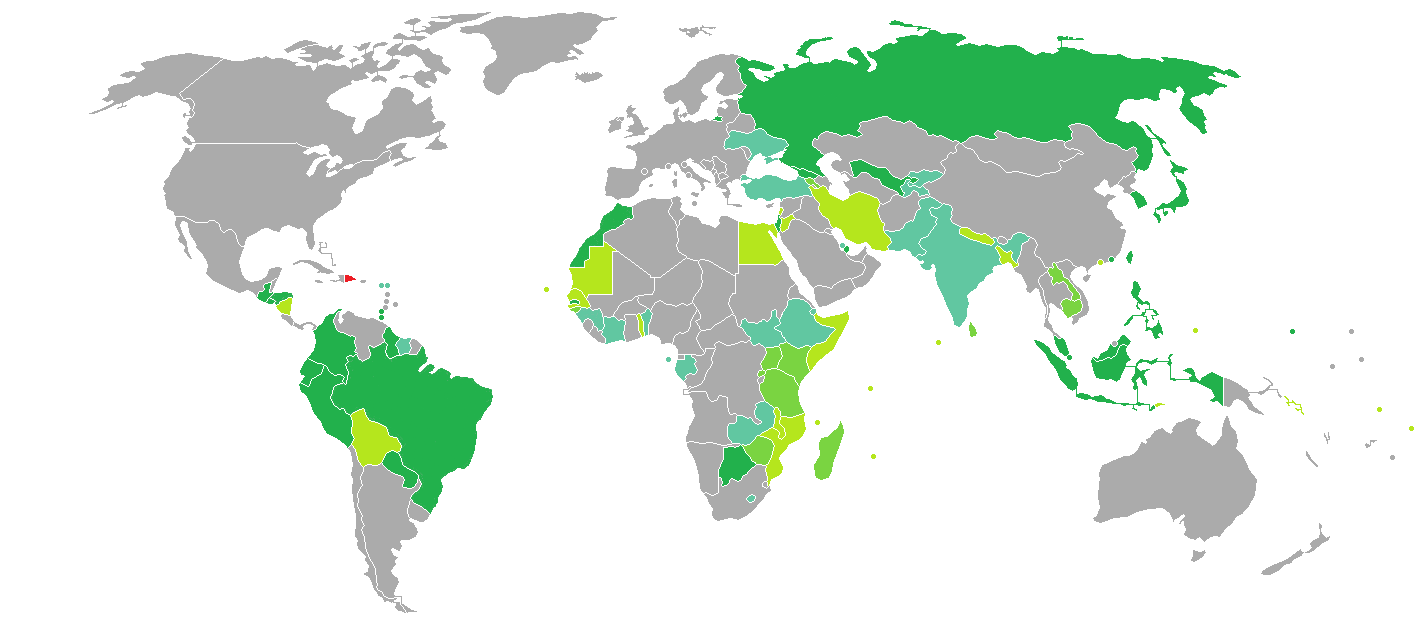
República Dominicana
Países que no exigen visa a los dominicanos.
Países con visa a su llegada
e-Visado
Visa disponible a su llegada o en línea
Visado requerido antes de la llegada

Desde el 23 de agosto de 2023, los ciudadanos dominicanos tienen visa libre o visa a su llegada a solo 70 países, clasificando el pasaporte dominicano en la posición 76, ( junto con Gambia y Uganda), en términos de libertad de viaje,  según Henley Passport Index 2023.
Los ciudadanos dominicanos pueden viajar a algunos países solo con su pasaporte sin necesidad de una visa. 
Países que no requieren visa a los Dominicanos
A) Pasaportes Ordinario mediante acuerdo recíproco o disposición de sus gobiernos.
- Armenia (visa a la llegada 120 días)
- Angola( estadías 30 días)
- 🇹🇭 Tailandia( Sin Visado )
- Bangladés (visa a la llegada 30 días)
- Belice ( estadía 30 días)
- Brasil  ( estadía 60 días)
- Bolivia (sin visado desde septiembre de 2024 90 días)
- Botsuana ( estadía 90 días)
- Burundi ( visa a la llegada 30 días) vigente desde enero de 2022
- Colombia ( estadía 90 días )
- Comoras ( visa a la llegada 45 días)
- Cuba ( tarjeta de turismo 30 días)
- Corea del Sur ( estadía 90 días )
- Cabo Verde (visa a la llegada )
- Costa de Marfil ( E visa )
- Catar ( estadía 90 días )
- Camboya (visa a la llegada 30 días)
- República Democrática del Congo ( E visa 90 días )
- Ecuador ( estadía 90 días)
- El Salvador (estadía 90 días)
- Filipinas ( estadía 30 días)
- Egipto  (visa a la llegada 30 días)
- Etiopía (E visa)
- Gabón (E visa)
- Georgia ( estadía un año)
- Gambia ( estadía 90 días)
- Guyana ( estadía 30 días)
- Granada ( estadía 90 días)
- Guinea Ecuatorial ( E visa )
- Guinea ( E visa 90 días )
- Guinea-Bisáu (visa a la llegada 90 días)
- Hong Kong ( estadía 30 días )
- Honduras ( estadía 60 días )
- Israel ( estadía 90 días )
- India (E visa)
- Islas Cook ( estadía 31 días)
- Irán (visa a la llegada 30 días)
- Jordania (E visa)
- Japón( estadías 90 días )
- Kiribati ( estadía 90 días )
- Kenia (visa a la llegada 90 días)
- Yibuti (E visa)
- Laos (E visa 30 días)
- Líbano (visa a la llegada 30 días)
- Lesoto (visa a la llegada 14 días)
- Macao (visa a la llegada 30 días)
- Marruecos (estadía 60 días)
- Madagascar (visa a la llegada 90 días)
- Maldivas (visa a la llegada 30 días)
- Montserrat ( estadía 180 días )
- Malaui (visa a la llegada 30 días)
- Mauritania (E visa)
- Mauricio (visa a la llegada 60 días)
- Malasia ( estadía 60 días )
- Micronesia (hasta 30 días)
- Mozambique (visa a la llegada 30 días)
- Nepal (visa a la llegada 90 días)
- Nicaragua ( estadía 90 días )
- Nigeria (E visa)
- Perú ( estadía 60 días)
- Paraguay ( estadía 60 días )
- Palestina ( estadía 30 días )
- Palaos ( visa a la llegada 30 días)
- Ruanda (E visa 30 días)
- Rusia (estadía 60 días )
- Singapur ( estadía 30 días)
- Samoa (visa a la llegada 60 días)
- Senegal (visa a la llegada 30 días)
- Seychelles (visa a la llegada 30 días)
- Islas Salomón (visa a la llegada 90 días)
- Somalia (visa a la llegada 30 días)
- Sri Lanka (E visa 30 días)
- Surinam (visa a la llegada 90 días)
- Sudán del Sur( E visa 30 días)
- Taiwan ( estadía 30 días )
- Tanzania (E visa)
- Tayikistán ( estadía 30 días )
- Trinidad y Tobago ( estadía 90 días)
- Túnez ( sin visa 7 días )
- Timor Oriental (visa a la llegada 30 días)
- Togo (visa a la llegada 7 días)
- Turquía (E visa 90 días)
- Tuvalu (visa a la llegada 30 días)
- Uganda (visa a la llegada 30 días )
- Vietnam ( E visa 90 días )
- Uzbekistán ( estadía  30 días)
- Zambia (visa a la llegada 90 días)
- Zimbabue  (visa a la llegada 90 días)